# Tales (község)
Tales egy község Spanyolországban, Castellón tartományban. Tales L’Alcúdia, Artana, Fanzara, Onda, Sueras és Alcúdia de Veo községekkel határos. Lakosainak száma 834 fő (2024).

## Népesség
A település népessége az elmúlt években az alábbi módon változott:
| Lakosok száma | 748  | 753  | 828  | 883  | 890  | 858  | 812  | 825  | 843  | 834  |
|               | 2001 | 2004 | 2006 | 2009 | 2011 | 2014 | 2016 | 2019 | 2021 | 2024 |